# Palácio do Freixo
O Palácio do Freixo localiza-se na freguesia de Campanhã, cidade, município e distrito do Porto, em Portugal. É um dos exemplares mais representativos do barroco civil no país.
O Palácio do Freixo está classificado como Monumento Nacional desde 1910.

## História
A Quinta do Freixo, num terreno em declive junto ao rio Douro, perto da desembocadura do rio Tinto, existe desde o século XVII.
O palácio foi erguido pelo cónego D. Jerónimo de Távora e Noronha, senhor abastado de Entre Douro e Minho, herdeiro do deão da Sé do Porto, D. João Freire. Responsável pela vinda do arquitecto italiano Nicolau Nasoni para a cidade do Porto em 1725, escolheu-o para o projeto, executado em meados do século XVIII.
A propriedade foi legada a seu irmão mais novo, Vicente Távora e Noronha, cavaleiro da Ordem de Malta. Um dos seus descendentes, Jorge António Salter de Mendonça (1804-1872), 2.º Visconde de Azurara vendeu-a em 1850 a António Afonso Velado, rico comerciante do Porto, enriquecido no Brasil e que seria nobilitado por Luís I de Portugal como Barão (1866) e Visconde do Freixo (1870). Velado aqui estabeleceu residência, redecorando o palácio a seu gosto e estabelecendo-lhe uma fábrica de sabão em anexo. Fez substituir as antigas pedras de armas dos Távora pelo escudo partido de Afonso e Cunha.
Ainda no século XIX o palácio passou para a posse do alemão Gustavo Nicolau Alexandre Petres, que converteu a fábrica de sabão em uma destilaria de cereais, que viria a ser destruída por um violento incêndio.
Em meados da década de 1850, a propriedade foi retalhada em lotes, sendo a habitação e os jardins envolventes adquiridos pela Companhia de Moagens Harmonia, que fez erguer uma fábrica de moagem a escassos metros do palácio, agora transformado em sede da empresa, assim como um silo com cerca de quarenta e cinco metros de altura.
O palácio foi classificado como Monumento Nacional em 1910, embora, à época, na prática, sem qualquer zona de proteção. Caiu desde então em abandono.
Em 1986 o palácio e a envolvente foram adquiridos pela Câmara Municipal do Porto, à Moagens Harmonia, para aí instalar um Centro de Formação Profissional.
No âmbito do projecto "Metropólis" foi objeto de um minucioso projeto de restauro assinado pelo arquiteto Fernando Távora (1923-2005) e seu filho José Bernardo, descendentes dos primitivos proprietários. Os trabalhos de consolidação e restauro tiveram lugar de 2000 a 2003. 
A partir de então o conjunto foi palco de inúmeros eventos.
Posteriormente, o palácio foi cedido pela Câmara Municipal ao Grupo Pestana para a instalação da maior das Pousadas de Portugal, a Pousada do Freixo, requalificada em 2009.

## Características
O palácio foi erguido em estilo barroco, com influências portuguesas e traços pessoais de Nasoni. O acentuado declive do terreno não impediu Nasoni de tirar partido da riqueza cenográfica envolvente. Além de ter aproveitado este fator, também rodeou a casa com terraços dispostos em planos diferentes, constelados de jardins recheados de esculturas e fontanários.
O edifício apresenta planta retangular, enquadrada por quatro torreões salientes em cada ângulo, recobertos por telhados em pirâmide. Muros ondulantes e escadarias interiores e exteriores completam uma descrição genérica do edifício. O maior desafio residiu na disposição do palácio em quatro fachadas diferentes. Cada uma tem desenho distinto, sendo a que está voltada a leste a mais movimentada. Os frontões são decorados com grinaldas de flores, medalhões, máscaras, cachos de frutos e por uma pedra de armas. A balaustrada que corre sobre o andar nobre é ornamentada. São ainda vários os pináculos que se encontram ao longo da balaustrada das fachadas e nos torreões. Nasoni inspirou-se na escultura de elementos aquáticos típica do barroco, como algas, peixes, vieiras, líquenes e golfinhos (símbolo da família Távora e Noronha). 
O interior do palácio é extremamente rico. Grande parte dos compartimentos têm frescos, assim como bem executados tectos de estuque, alguns de matriz oriental. A pintura ilusória com temas alegóricos é comum no interior do palácio, grande parte executada pelo próprio Nasoni.
O jardim foi claramente desenhado segundo a tradição italiana, com esculturas e com uma vista magnífica sobre o rio. 

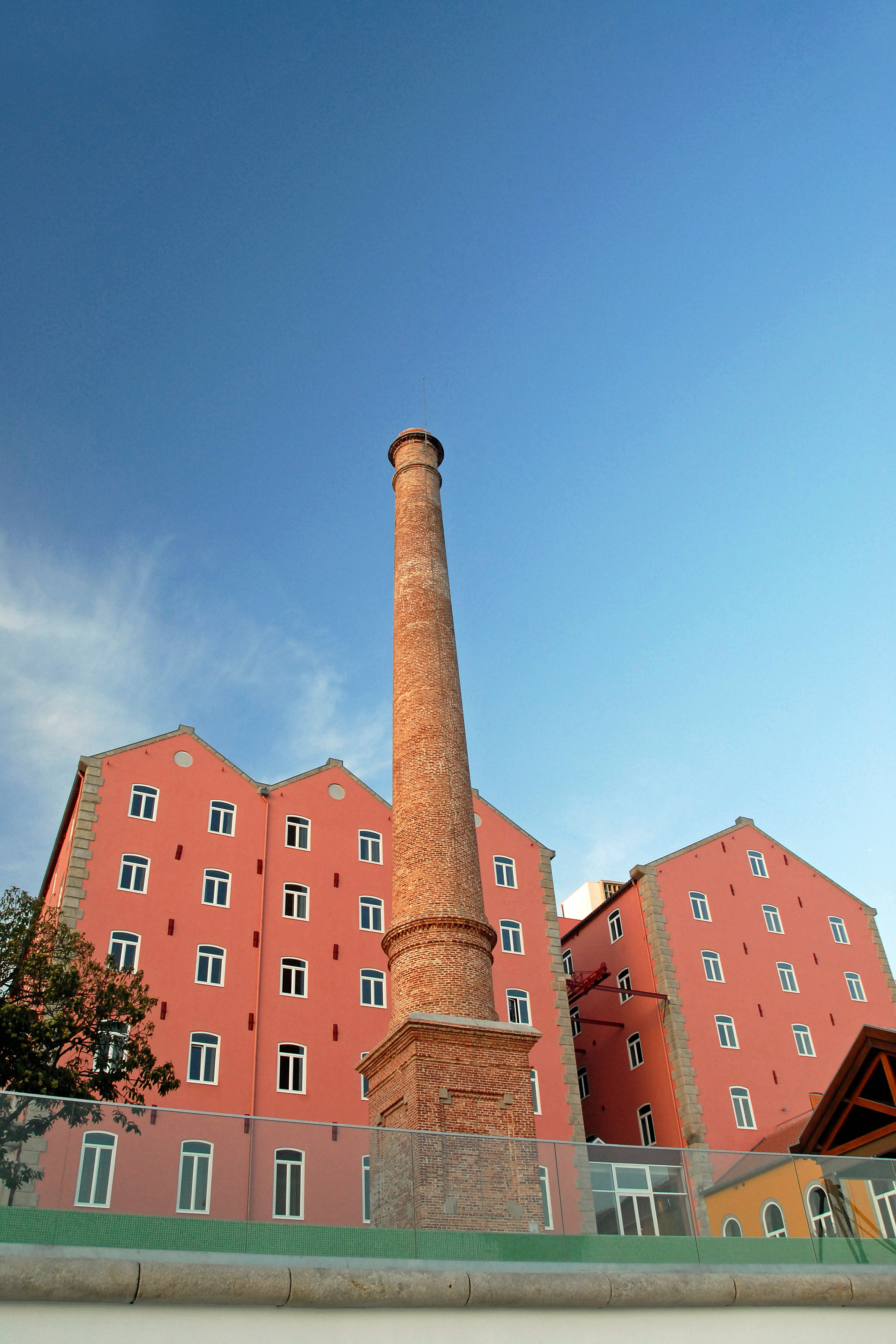
Edifício anexo da antiga Companhia de Moagens Harmonia
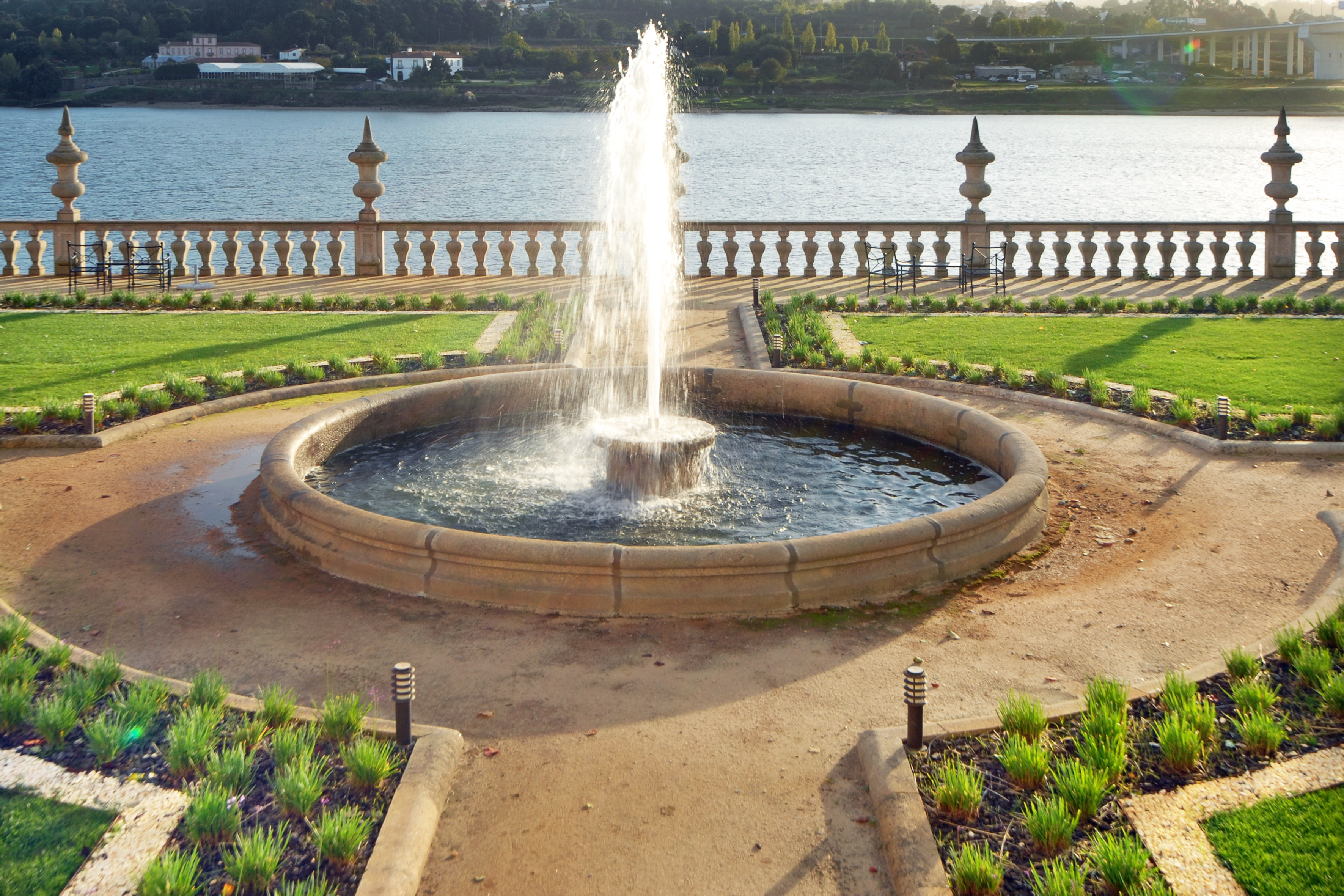
Jardim e panorâmica sobre o rio Douro
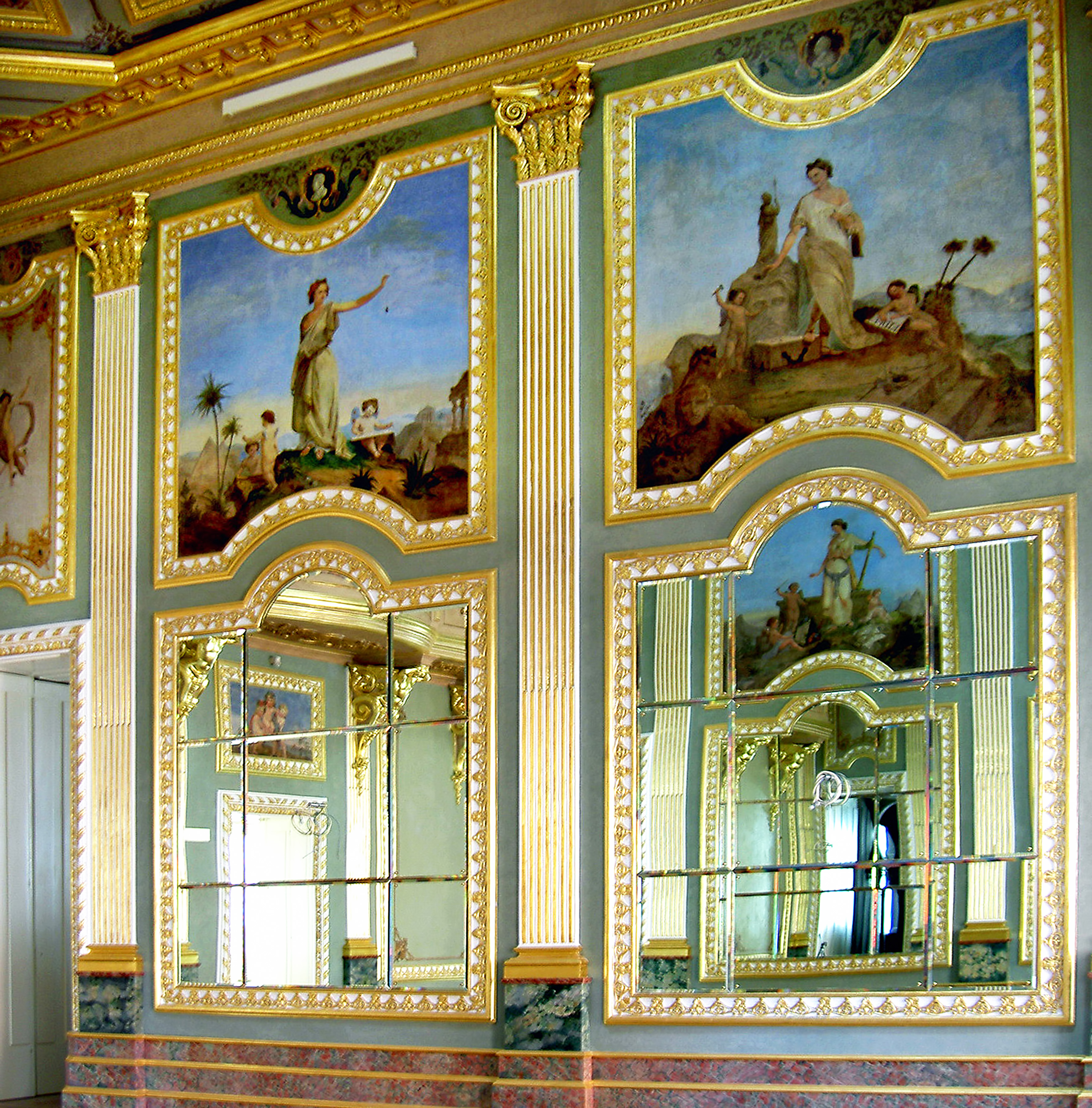
Interior
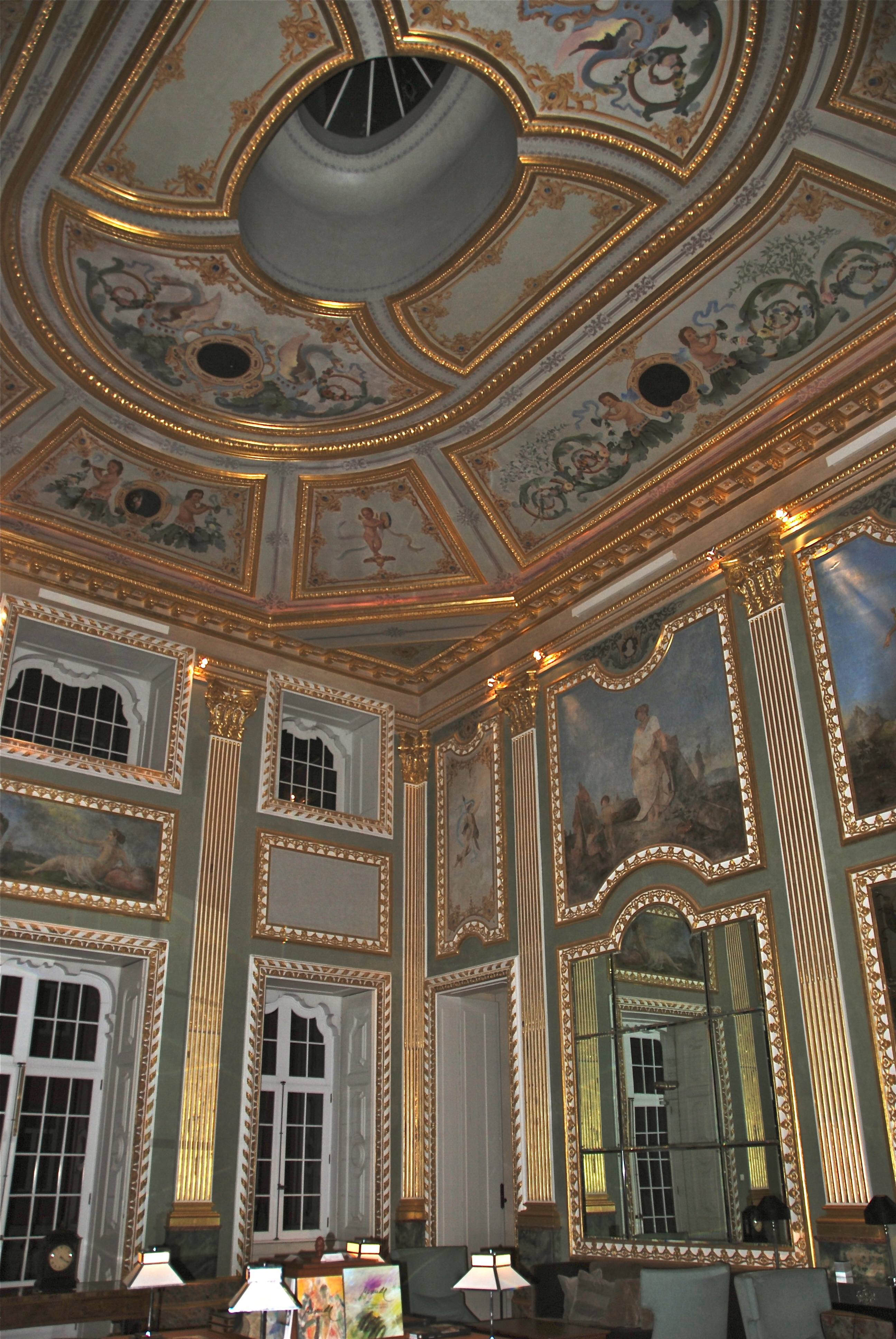
Salão Interior
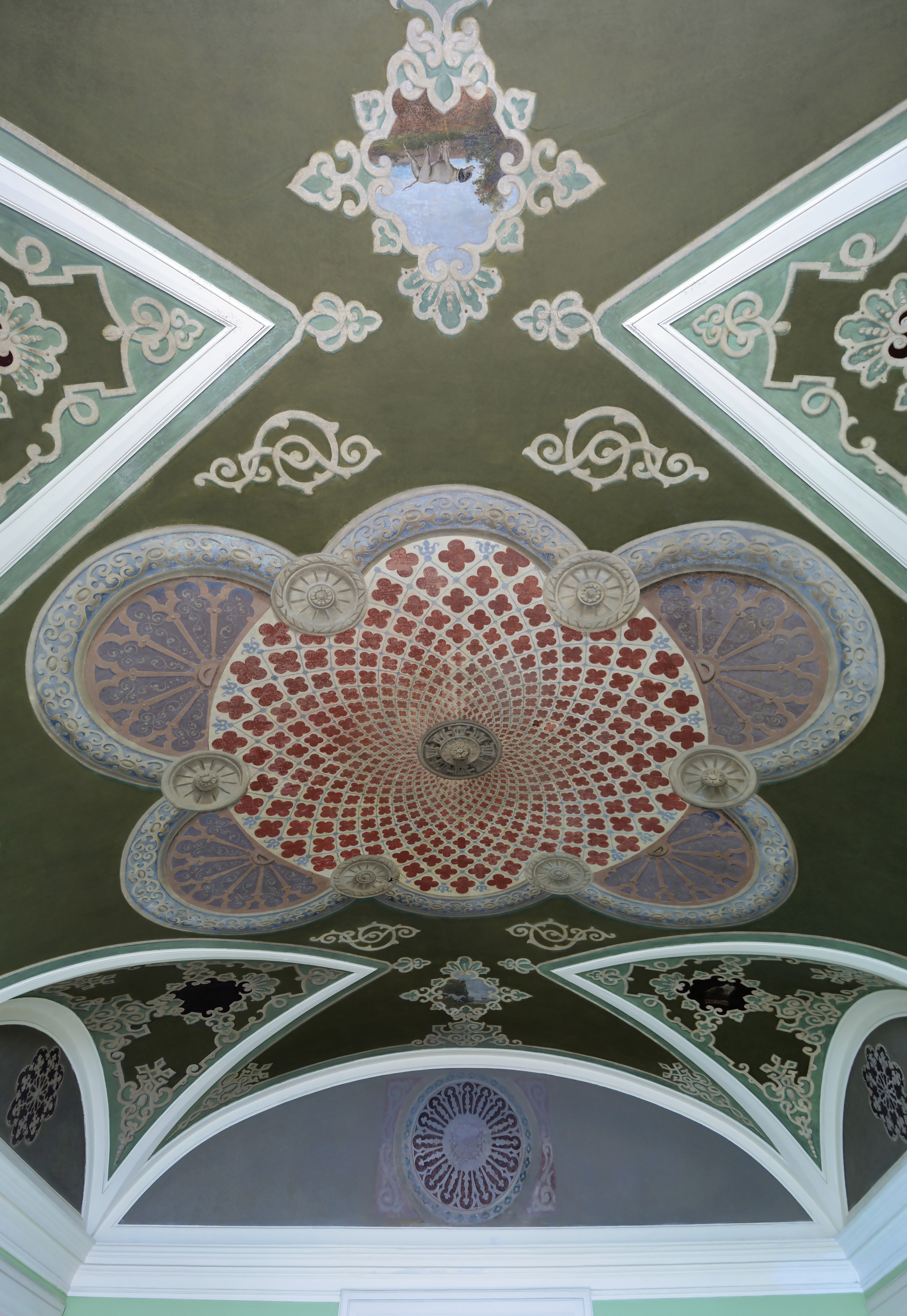
Estuques no teto